# Bonito (ryba)
Bonito, tunek pasiasty, tuńczyk pasiasty, tuńczyk skoczek, bonito latający, bonito paskowany (Katsuwonus pelamis) – gatunek drapieżnej ryby morskiej z rodziny makrelowatych (Scombridae). Jedyny przedstawiciel rodzaju Katsuwonus.

## Występowanie
W niemal wszystkich tropikalnych i subtropikalnych morzach i oceanach, z wyjątkiem Morza Czarnego i wschodniej części Morza Śródziemnego. Gatunek migrujący.

## Charakterystyka
Ciało o srebrzystym brzuchu i błękitnej linii wzdłuż boku od głowy do widelcowatego ogona.
Maksymalnie osiąga długość do 108 cm i masę ciała do 34,5 kg.

## Tryb życia
Żywi się narybkiem (również własnego gatunku), skorupiakami, mięczakami i młodymi mątwami. W poszukiwaniu żeru jest w nieustannym ruchu.

## Znaczenie
Poławiana gospodarczo na dużą skalę. Stanowi również pokarm dużych gatunków ryb.

## Uwagi

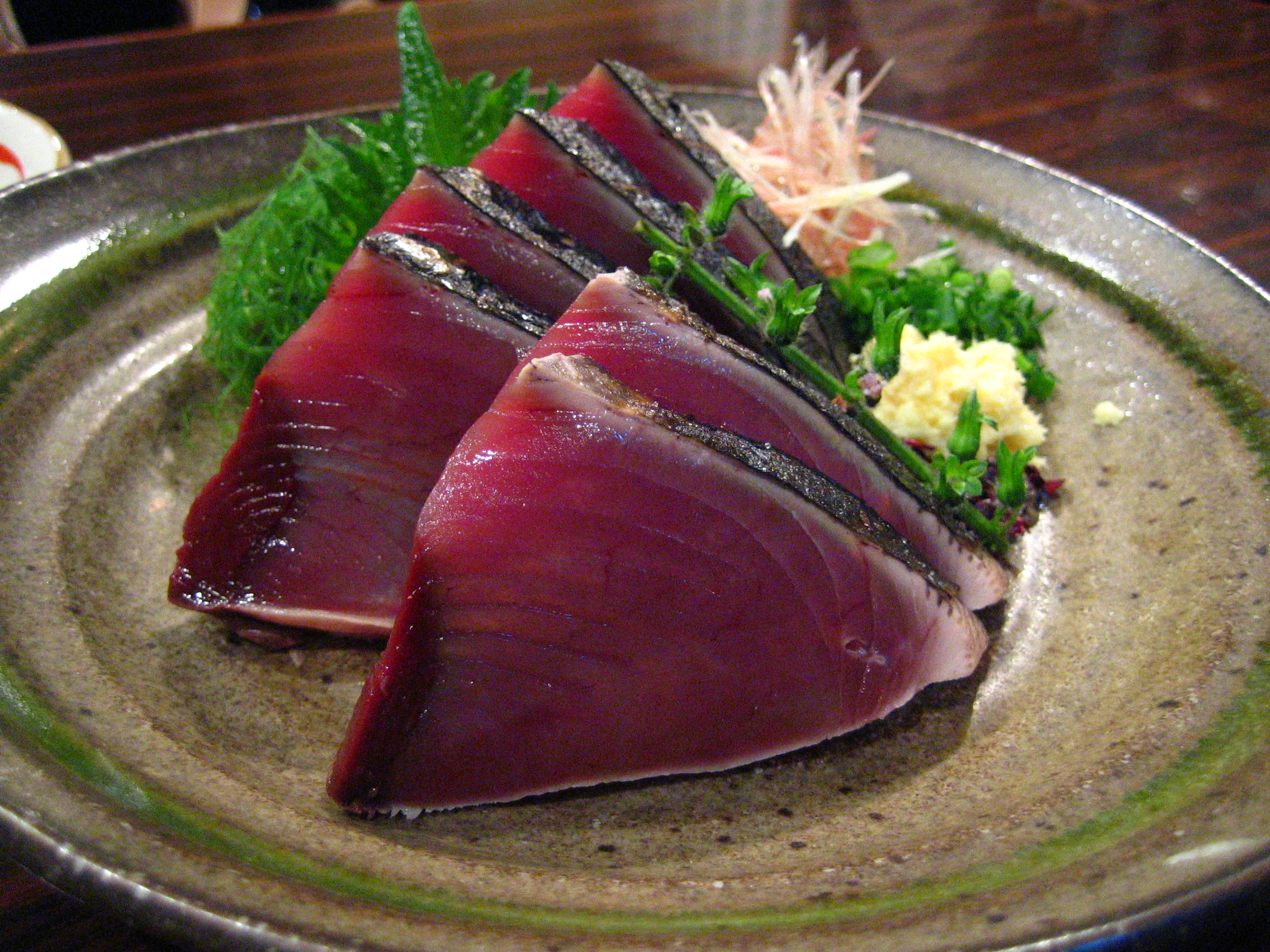
Katsuo no tataki – bonito po japońsku, opiekane zewnątrz, surowe wewnątrz